# برگشت روی صحنه‌رقص
«برگشت روی صحنه‌رقص» (به انگلیسی: Back On The Dancefloor) آلبومی از کسکادا است که در سال ۲۰۱۲ میلادی منتشر شد.